# إيما سميث ديفوي
كانت إيما سميث ديفوي (22 أغسطس 1848 – 3 سبتمبر 1927) رائدة في مجال المناداة بمنح المرأة حق الاقتراع في أوائل القرن العشرين، مما أسهم في تغيير شكل السياسة لكل من النساء والرجال على حد سواء. عرفت بأنها «الراعية الأساسية لمنح المرأة حق التصويت».

## النشأة
ولدت إيما سميث ديفوي في 22 أغسطس 1848 في روسفيل، إلينوي. عندما كانت طفلة، شاهدت كلمة ألقتها سوزان بي أنتوني، التي ألهمتها بأن تصبح منادية بحق الاقتراع عندما كانت فقط في الثامنة من عمرها. في عام 1880 تزوجت جون هنري ديفوي، الذي كان عضوًا في الاتحاد الفيتراني في الحرب الأهلية الأمريكية من الفوج التاسع للأسلحة الثقيلة في نيويورك، دعمها زوجها طوال حياتها وساعدها في حملاتها، كانت حملاتها بالإضافة إلى كونها منادية بمنح المرأة حق التصويت ذات طابع إصلاحي شمل الدولة والاعتدال. أصبحت إيما بمرور الوقت متحدثة عامة ممتازة ووجهت من قبل سوزان بي أنتوني نفسها.

## مسيرتها المهنية
شنت ديفوي بحملات انتخابية لتعديل حق الاقتراع في داكوتا الجنوبية عام 1890. نظرًا لمهاراتها التنظيمية ومظهرها الأنيق، وقع الاختيار على ديفوي عام 1895 لتنظيم مجموعة اقتراع رسمية في ولاية أيداهو. ركز خطابها على فكرة وجود حلول سلمية للصراع الدولي، وبفوزها بحق التصويت، ستتمكن النساء من المساعدة في هذه الحالة عن طريق إحداث تغييرات سلبية.
حصلت النساء في أيداهو على حق التصويت عام 1896 بفضل مهاراتها الرقيقة والفعالة في إلقاء الخطاب. في نهاية المطاف ألقت عدة خطابات ونظمت مجموعات اقتراع جديدة في 28 ولاية وإقليم. فعلى سبيل المثال، أرسلتها الجمعية الوطنية الأمريكية للمطالبة بحق المرأة في الاقتراع إلى ولاية كنتاكي حيث سافرت إلى الولاية في الفترة من 7 أكتوبر إلى 3 نوفمبر 1897. وبتنسيق جولتها مع جمعية كنتاكي للحقوق المتساوية (كيرا)، عملت في 15 مدينة في أقل من شهر، وجمعت مبالغ نقدية من المسيرات والبرامج المستحقة من المنظمات المحلية الثماني الجديدة التي ساعدت في تأسيسها. في أحد محطاتها الأولى في ولاية كنتاكي، حصلت على الدعم الوطني اللازم للأعضاء المنكوبين في جمعية مقاطعة ماديسون للحقوق المتساوية – أحد أول نوادي الاقتراع الدائمة في الجنوب. في تقرير النادي إلى كيرا الذي كتبته كيت روز ويجنز فيما يخص محاضرة ديفوي في دار العدل في ريتشموند في 9 أكتوبر 1897، أن ديفوي كانت «مفكرة جيدة، حيث قدمت إجابة واضحة وقوية على جميع الاعتراضات ضد حق التصويت للنساء. وكانت محاضرتها موضع تقدير كبير، وأُضيف العديد من [الأعضاء الجدد] إلى فرقتنا».
كانت ديفوي جيدة في بناء التحالفات مع العمال ومجموعات الرجال وجمعية غرانغ. أجرت استطلاعات لتحديد موقف الناخبين من قضية الاقتراع. كانت مسؤولة عن تنفيذ العديد من الاستراتيجيات البارزة مثل نشر كتب الطبخ، وتنظيم أيام النساء، وتغطية الأحياء بالملصقات. غالبًا ما بدأت خطاباتها بعبارة، «لا يوجد في دستور الولايات المتحدة ما يمنع المرأة من حق الاقتراع».

## في سنواتها اللاحقة ووفاتها
اختارت ديفوي أن تصبح ناشطة سياسية جمهورية بعد مرور سنوات شاقة في العمل من أجل حركة حصول المرأة على حق الاقتراع. في مؤتمر الدولة الجمهوري في عام 1920، كانت المرأة الوحيدة التي اختيرت كناخبة رئاسية. بدأت في وقت لاحق بكتابة عمود جمهوري عن وجهة نظر النساء في صحيفة تاكوما نيوز تريبيون، وفي النهاية أصبحت نائبة رئيس الحزب الجمهوري لولاية واشنطن. كانت من أوائل الأشخاص الذين اقترحوا فكرة التصويت على أساس القضايا وليس لحزب معين.
توفيت إيما سميث ديفوي في الثالث من سبتمبر عام 1927 عن عمر يناهز 79 عامًا. وأُدرجت في قاعة الشهرة الوطنية للمرأة في عام 2000.